# Jarmo Alatensiö
Jarmo Alatensiö, född 1963 i Påmark i Finland, död 2003 i Björneborg, var en finländsk fotbollsspelare och tränare. Han ansågs vara en av de mest begåvade finländska mittfältare på sin tid. 
Alatensiö började sin karriär i PPT Björneborgs representationslag som 16-åring då klubben spelade i Trean. Fyra år senare gjorde han sin debut i finländska Mästerskapsserien. Efter säsongen 1987 gick han till IK Brage med finlandssvenske tränaren Tommy Lindholm. Under hösten 1988 spelade Brage mot blivande italienska mästarna FC Internazionale  i Uefa-cupen. Alatensiö var med i laguppställning i båda matcherna. 
1990 återvände Alatensiö till Björneborg. PPT hade under hans frånvaro blivit degraderad till Division 1, men lyckades efter hans återkomst avancera till Tipsligan. År 1992 tog klubben ett nytt namn, FC Jazz. Med Jazz vann han två finska mästerskap 1993 och 1996. Alatensiö slutade sin karriär efter det andra mästerskapet. Han hade så många skador att han bara hade kunnat spela tio matcher 1996. 
Alatensiö spelade 19 landskamper i Finlands landslag och gjorde ett mål.
Efter sin spelkarriär var han tränare i Björneborg-lagen FC PoPa och MuSa.